# Muslone
Muslone è una frazione del comune di Gargnano, in provincia di Brescia, posta a nord del capoluogo verso Tignale.

## Storia
Muslone fu un comune e una parrocchia per secoli fini all’arrivo di Napoleone che ordinò l’aggregazione a Gargnano. All’arrivo dei tedeschi nel 1814, dopo un iniziale tentennamento la misura fu confermata.

## La parrocchia di San Matteo
Qui di seguito sono elencati i parroci a partire dall'elevazione a parrocchia autonoma (distinta da Gargnano), avvenuta con decreto del 3 giugno 1606.
| Periodo   | Parroco              |
| --------- | -------------------- |
| 1607-1613 | Andrea Chirighini    |
| 1613-1617 | Giovanni Pasini      |
| 1617-1624 | Gasparo Caspari      |
| 1624-1628 | Michele Cherighino   |
| 1629-1630 | Pietro Bertella      |
| 1630-1631 | Gerolamo Telliu      |
| 1631-1634 | Bernardino Melchiori |
| 1634-1636 | Stefano Capelli      |
| 1636-1642 | Lorenzo Pagliardi    |
| 1642-1646 | Domenico Poloni      |
| 1646-1651 | Stefano Capelli      |
| 1651-1652 | Agostino Crippin     |
| 1652-1653 | Bartolomeo Rizzardo  |
| 1654-1656 | Romirio Giovanni     |
| 1656-1658 | Faustino Macerio     |
| 1658-1661 | Bartolomeo Corsetti  |
| 1661-1668 | Martino Faustini     |
| 1668-1677 | Carlo Zecchini       |
| 1677-1678 | Scalmati Paris       |
| 1678-1688 | Stefano Parolini     |
| 1688-1696 | Faustino Capelli     |
| 1696-1698 | Comboni              |
| 1698-1710 | Corrado Panzoldi     |
| 1710-1723 | Girolamo Bonardi     |

| Periodo   | Parroco              |
| --------- | -------------------- |
| 1723-1729 | G.B. Antonioli       |
| 1729-1732 | Domenico Pedersoli   |
| 1732-1733 | G.B. Antonioli       |
| 1733-1734 | Lorenzo Levrangi     |
| 1734-1740 | Bartolomeo Roberti   |
| 1740-1743 | Amedeo Comboni       |
| 1743-1750 | Antonio Zambelli     |
| 1750-1761 | Francesco Collini    |
| 1761-1764 | G.B. Giana           |
| 1764-1766 | Amedeo Comboni       |
| 1766-1767 | Giov. Maria Morosini |
| 1767-1769 | Antonio Bogliacco    |
| 1769-1770 | Giov. Maria Zuaboni  |
| 1770-1776 | Giov. Maria Morosini |
| 1776-1780 | Amedeo Comboni       |
| 1780-1781 | Saverio Materzanini  |
| 1781-1784 | G.B. Orsetti         |
| 1784-1785 | Amedeo Comboni       |
| 1785-1788 | Antonio Fana         |
| 1788-1794 | Giacomo Bonomi       |
| 1794-1796 | G.B. Pozzi           |
| 1796-1799 | Giacomo Scalvini     |
| 1799-1833 | Francesco Rozzi      |
| 1833-1835 | Matteo Comboni       |

| Periodo         | Parroco             |
| --------------- | ------------------- |
| 1835-1838       | G.B. Zola           |
| 1838-1839       | G. Damiani          |
| 1839-1859       | Pietro Bonteni      |
| 1859-1860       | Matteo Comboni      |
| 1860-1870       | Benedetti Bartoli   |
| 1870-1874       | Antonio Gigola      |
| 1874-1876       | Bortolo Moreni      |
| 1876-1881       | Bernardo Gadola     |
| 1881-1886       | Battista Bodeo      |
| 1886-1927       | Domenico Odorici    |
| 1927-1929       | Eusebio Tagliabue   |
| 1929-1930       | Arturo Facchetti    |
| 1930-1932       | Enrico dott. Gatta  |
| 1932-1934       | Giovanni Gottardi   |
| 1934-1939       | Benedetto Giacomini |
| 1939-1940       | Amedeo Bacca        |
| 1940 e poi 1965 | Giuseppe Fontana    |
| 1971-1980       | Angelo Chiappa      |
| 1980-1993       | Giuseppe Zacchi     |
| 1993-2005       | Valerio Scolari     |
| 2005-2014       | Roberto Baldassarri |
| 2014            | Carlo Moro          |
| -               | -                   |
| -               | -                   |